# Víctor Hugo Díaz (poeta)
Víctor Hugo Díaz (Santiago, 1965) es un poeta chileno.

## Biografía
Víctor Hugo Díaz, nació en Santiago de Chile en 1965. Fundador junto a otros poetas de la denominada Generación Post 87, la que da comienzo a este proceso creativo que se ha constituido como: Poesía Joven Chilena. Ha publicado La comarca de senos caídos en 1987, Doble vida en 1989, Lugares de uso en 2000, No tocar en 2003, falta en 2007, Segundas intenciones en 2007, Antología de baja pureza (1987-2013) en 2013 y 2014, México-DF, Hechiza, poemas anticipados en 2015 y 2016, México-DF y Lo puro puesto en 2018. En 1988 obtiene la Primera Beca Taller Pablo Neruda, en 2002 la Beca de Creación del Consejo Nacional de la Cultura. En 2004 recibe el Premio Pablo Neruda en su Centenario, por trayectoria, otorgado por la Fundación del mismo nombre. Su obra ha sido publicada en diversas revistas y antologías, además cuenta con numerosos trabajos y estudios críticos acerca de su poesía.

## Obra
- La comarca de los senos caídos, 1987
- Doble vida, 1989
- Lugares de uso, 2000
- No tocar, 2003
- Segundas intenciones, 2007
- Falta, Cuarto Propio, Santiago, 2007
- Antología de baja pureza, Ed. VersoDestierro, México, DF, 2013-2014
- Hechiza. Poemas anticipados, plaquette, 2015- 2016[2]
- Lo puro puesto, Chile, 2018

## Premios y reconocimientos
- Beca de Creación Taller Pablo Neruda
- Premio Pablo Neruda 2004
- Becas del Consejo Nacional del Libro y la Lectura Proyecto Escritos de Sur a Norte, Poesía de Chile en México, 2011, 2012, 2013,2014, 2018 y 2019 y Proyecto:Fronteras sin Límites, Poesía de Chile en Perú y Bolivia 2015,